# 卡瓦爾斯山脈

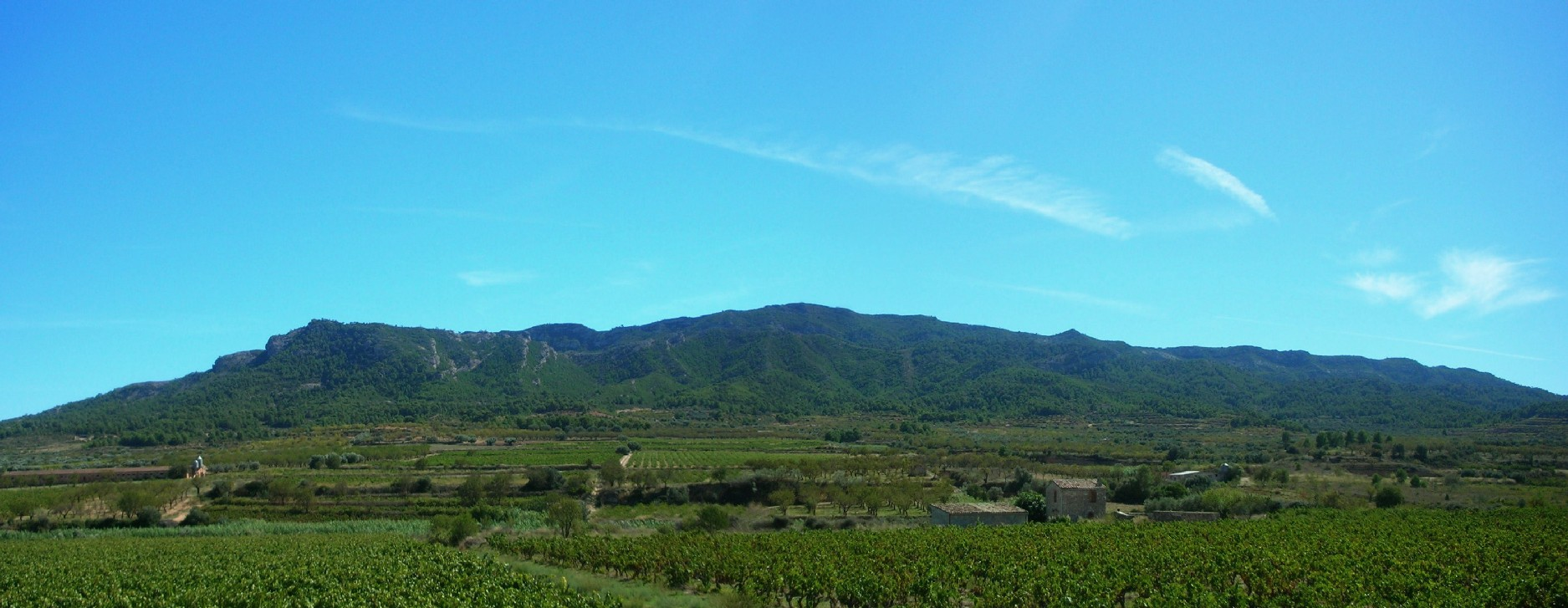

卡瓦爾斯山脈（西班牙語：Serra de Cavalls）是西班牙的山脈，位於該國東北部加泰羅尼亞，屬於加泰羅尼亞前海岸山脈的一部分，最高點海拔高度659米，山體由石灰岩組成。